# 高谷惣亮
高谷 惣亮（たかたに そうすけ、1989年4月5日 - ）は、京都府竹野郡網野町（現・京丹後市）出身のレスリング選手（フリースタイル）。ALSOK所属。現在の階級は86kg級。
全日本選手権においては74・79・86・92kg級の４階級を制覇し合わせて12年連続の優勝を遂げた。(大会史上2位タイの記録)12度目の優勝は、歴代5位の記録。
2012年ロンドンオリンピックと2016年リオデジャネイロオリンピックのオリンピック2大会に74kg級で出場し、2020年東京オリンピックには86kg級で出場した。2014年レスリング世界選手権では74kg級で銀メダルを獲得した。鋭いタックルが武器であり、「タックル王子」のニックネームを持つ。

## 経歴
小学校低学年次には空手を習っていが、小学校6年次にレスリングをはじめた。中学校までは地元の網野町少年レスリング教室に通い、2004年（平成16年）には全国中学生レスリング選手権大会の男子59kg級で優勝した。京都府立網野高等学校入学時は66kg級だったが、高校2年次に74kg級に転向した。網野高校在学中の2007年（平成19年）、全日本レスリング選手権大会で準優勝して一躍注目された。網野高校卒業後には拓殖大学に進学し、2008年（平成20年）の北京オリンピックの際には代表候補となったが、最終予選で敗退してオリンピック出場は果たせなかった。
2011年（平成23年）の全日本レスリング選手権大会で初優勝。2012年（平成24年）3月にカザフスタンで開催されたロンドンオリンピックアジア予選で準優勝し、74kg級で本大会の出場権を獲得した。ロンドンオリンピック本大会では初戦敗退だった。
2014年（平成26年）の世界選手権74kg級では決勝に進出し、決勝ではロシアのデニス・ツァルグシュに2-8で敗れて銀メダルを獲得した。3回戦でベラルーシのムラト・ガイダロフと対戦し、相手にパンチをされるなどの反則攻撃を受けたものの4-0で破ったが、準決勝前にはガイダロフが高谷の頭に熱湯をかける事件が起こった。ガイダロフは敗者復活戦でもラフプレーの反則を犯して反則負けとなり順位を剥奪された。それだけにとどまらず、別の試合の判定にも抗議するため審判席に乗り込んで、世界レスリング連合(UWW)の事務総長や審判員に暴行を働くなど傍若無人の態度に打って出た。ガイダロフは2004年（平成16年）のアテネオリンピックにおいても、ブバイサ・サイティエフに敗れた後に殴りかかる事件を起こしていた。日本レスリング協会は書面で世界レスリング連合に厳重抗議し、世界レスリング連合はガイダロフに3年間の出場停止処分と罰金1万スイス・フラン（約135万円）を科した。
2016年（平成28年）3月にはリオデジャネイロオリンピックのアジア予選に右膝じん帯損傷のケガを抱えながらも出場して、決勝に進んだことで出場権を獲得することになり、オリンピック代表に決まった。リオデジャネイロオリンピック本大会では7位となった。
2017年世界選手権では初戦でアルメニアのグリゴール・グレゴリヤンと対戦したが、頭突きを喰らったのみならず脇腹を噛み付かれて反則勝ちとなった。高谷はその後の試合に敗れ、8位となった。2017年（平成29年）には非五輪種目の79kg級に転向し、2018年（平成30年）には86kg級に転向した。
コロナ禍により延期となった五輪アジア予選では準決勝で中国選手に敗れ、五輪出場枠獲得は出来なかった。その後開催された世界最終予選に出場し、２回戦で2018年世界選手権３位の選手に勝利、準決勝ではワールドカップ個人２位のポーランドの選手に勝利し、2021年（令和3年）に開催される2020年東京オリンピックの出場権を獲得。
2021年8月の東京オリンピックでは初戦でオスマン・ゴシェン（トルコ）に敗れ、その後の敗者復活戦に回れなかったため敗退した。
４大会連続出場を目指し、2023年の天皇杯に出場したが、決勝で石黒隼人(自衛隊)に接戦で敗れ、五輪出場は叶わなかった。

## 家族
三人兄弟の次男であり、三男の高谷大地もレスリング選手である。次男惣亮と同じく網野高校から拓殖大学に進学し、2013年全日本選抜レスリング選手権で優勝している。2023年セルビアで行われた世界選手権において銅メダルを獲得し、弟大地もオリンピアンとなっている。
既婚者であり、2022年9月に第一子である息子が誕生している。ほかに長兄がいる。

## 成績

### 国際大会
オリンピック
- 2020年 東京オリンピック[17] 86kg 10位
- 2016年 リオデジャネイロオリンピック 74kg級 7位
- 2012年 ロンドンオリンピック 74kg級 16位

レスリング世界選手権
- 2022年 92kg級 10位
- 2019年 86kg級 10位
- 2018年 79kg級 11位
- 2017年 74kg級 8位
- 2015年 74kg級 14位
- 2014年 74kg級 準優勝
- 2013年 74kg級 7位

### 国内大会
全日本レスリング選手権大会
- 2023年 86kg級 ２位
- 2022年 92kg級 優勝
- 2021年 92kg級 優勝
- 2020年 92kg級 優勝
- 2019年 86kg級 優勝
- 2018年 86kg級 優勝
- 2017年 79kg級 優勝
- 2016年 74kg級 優勝
- 2015年 74kg級 優勝
- 2014年 74kg級 優勝
- 2013年 74kg級 優勝
- 2012年 74kg級 優勝
- 2011年 74kg級 優勝
- 2010年 74kg級 3位
- 2007年 74kg級 準優勝

全日本選抜レスリング選手権大会
- 2023年 86kg級 ２位
- 2022年 92kg級 優勝
- 2019年 86kg級 優勝
- 2018年 79kg級 優勝
- 2017年 74kg級 優勝
- 2015年 74kg級 優勝
- 2014年 74kg級 優勝
- 2013年 74kg級 優勝
- 2011年 74kg級 3位
- 2008年 74kg級 準優勝

その他の大会
- 2012年 国民体育大会レスリング競技成年の部 74kg級 優勝
- 2011年 全日本大学レスリング選手権大会 74kg級 優勝
- 2011年 国民体育大会レスリング競技成年の部 74kg級 優勝
- 2011年 全日本学生レスリング選手権大会 74kg級 優勝
- 2010年 全日本大学レスリング選手権大会 74kg級 優勝
- 2010年 全日本学生レスリング選手権大会 74kg級 優勝
- 2009年 全日本大学レスリング選手権大会 74kg級 優勝
- 2009年 全日本学生レスリング選手権大会 74kg級 優勝
- 2008年 全日本大学レスリング選手権大会 74kg級 優勝
- 2004年 全国中学生レスリング選手権大会 59kg級優勝
- 2007年 全国高等学校総合体育大会レスリング競技大会 74kg級優勝
- 2007年 国民体育大会少年の部 74kg級優勝

## 主なメディア出演
- アスリートの魂「己をかけたタックル レスリング 高谷惣亮」（NHK BS1、2015年7月11日）